# Daniele Molmenti
Daniele Molmenti (Pordenone 1 augustus 1984) is een Italiaans kanovaardster gespecialiseerd in slalom. 
Molmenti werd in 2010 wereldkampioen in de K-1. Molmenti behaalde zijn grootste succes met het winnen van olympisch goud in het Britse Londen in 2012.

## Belangrijkste resultaten

### Olympische Zomerspelen
| Editie | Plaats | Resultaten     |
| ------ | ------ | -------------- |
| 2008   | Peking | 10e K-1 Slalom |
| 2012   | Londen | K-1 Slalom     |

### Wereldkampioenschappen kanoslalom
| Jaar | Plaats          | Resultaten                        |
| ---- | --------------- | --------------------------------- |
| 2003 | Ausburg         | 42e K-1 Slalom 5e K-1 Slalom team |
| 2005 | Penrith         | 6e K-1 Slalom · K-1 Slalom team   |
| 2006 | Praag           | 34e K-1 Slalom · K-1 Slalom team  |
| 2007 | Foz do Iguaçu   | 15e K-1 Slalom 5e K-1 Slalom team |
| 2009 | La Seu d'Urgell | 17e K-1 Slalom 9e K-1 Slalom team |
| 2010 | Ljubljana       | K-1 Slalom · K-1 Slalom team      |
| 2011 | Bratislava      | 4e K-1 Slalom · K-1 Slalom team   |
| 2013 | Praag           | 22e K-1 Slalom · K-1 Slalom team  |
| 2015 | Londen          | 6e K-1 Slalom 12e K-1 Slalom team |

1972: Siegbert Horn ·
1992: Pierpaolo Ferrazzi ·
1996: Oliver Fix ·
2000: Thomas Schmidt ·
2004: Benoît Peschier ·
2008: Alexander Grimm ·
2012: Daniele Molmenti ·
2016: Joe Clarke ·
2020: Jiří Prskavec ·
2024: Giovanni De Gennaro